# Rhabdosoma brevicaudatum
Rhabdosoma brevicaudatum är en kräftdjursart som beskrevs av Stebbing 1888. Rhabdosoma brevicaudatum ingår i släktet Rhabdosoma och familjen Oxycephalidae. Inga underarter finns listade i Catalogue of Life.